# Tamadaba-Zistrose
Die Tamadaba-Zistrose (Cistus ocreatus) ist eine Pflanzenart aus der Gattung der Zistrosen (Cistus) in der Familie der Zistrosengewächse (Cistaceae).
Sie wird manchmal als Synonym für Cistus symphytifolius oder als ihre Unterart C. symphytifolius subsp. leucophyllus behandelt. Ihr Name wird manchmal Cistus ochreatus geschrieben. Sie ist endemisch auf Gran Canaria.

## Merkmale
Der immergrüne, schwach aromatisch riechende, dichte Halbstrauch erreicht Wuchshöhen bis 150 cm. Cistus ocreatus hat eiförmige Blätter mit drei Hauptvenen und einem kurzen Stiel (Blattstiel). Die Länge beträgt 3,5–8 cm. Kelchblätter sind filzig und ohne lange zottige Haare. Die Blüten sind pink, mit Stilen, die länger sind als die Staubblätter. Diese Art ähnelt Cistus symphytifolius, hat aber kleinere Blüten, und ihre Blätter haben ein weißliches Aussehen aufgrund ihrer Blattbehaarung. In ihrem natürlichen Lebensraum blüht C. ocreatus im Mai und produziert von Juni bis Juli Samen. Die holzige, vielsamige, behaarte und lokulizidale Kapselfrucht mit beständigem Kelch ist eiförmig und fünfklappig. Die harten kantigen Samen sind 1–2 Millimeter groß.
Die Chromosomenzahl beträgt 2n = 18.

## Systematik und Unterarten
Die Art gehört in die Klade der pink-rosa blühenden Zistrosen (Cistus) und deren Sektion Macrostylia, die alle endemisch auf den Kanarischen Inseln heimisch sind. Cistus ocreatus ist nahe verwandt mit Cistus symphytifolius und wurde teilweise als deren Unterart angesehen.
In der Sektion Macrostylia (die kanarischen Arten der rötlichen Klade) sind außer der Tamadaba-Zistrose (Cistus ocreatus) noch die Chinamada-Zistrose (Cistus chinamadensis), die Haarige Zistrose (Cistus horrens). die Osbeckienblättrige Zistrose (Cistus osbeckifolius), die Beinwellblättrige Zistrose (Cistus symphytifolius), die La Palma-Zistrose (Cistus palmensis) und die Raue Zistrose (Cistus asper) vertreten.
Neuere molekulargenetische Forschungsergebnisse aus dem Jahre 2010 zeigen, dass die Sektion Macrostylia aus drei Hauptkladen bisher 14 genetisch unterschiedlichen Ausprägungen handelt. Deren größte Klade wird wiederum in sechs Zweige geteilt, von denen drei derzeit eigenständige Arten als eigene Unterklade gewertet werden. Sie beinhaltet außer der am nächsten verwandte Art die La Palma-Zistrose und die Nominalart der Beinwellblättrigen Zistrose.
Die Art wurde erstmals von Christen Smith erwähnt, der auf den Kanarischen Inseln Pflanzen sammelte. Smith unterschied C. ocreatus von Cistus symphytifolius (die er mit C. vaginatus bezeichnet) und stellte fest, dass die Tamadaba-Zistrose kleinere Blüten hat. Erst posthum 1819 wurden Name und gültige Beschreibung von Christian Leopold von Buch veröffentlicht.
Das Artepitheton ocreatus leitet sich vom lateinischen Substantiv ocrea, Beinschiene und der Endung -atus, besitzend oder ähnlich, ab. Obwohl das Substantiv auch ochreatus geschrieben werden kann, wurde die Schreibweise ocreatus in Smiths Notizen verwendet.
Ein alternativer Name für das Taxon leitet sich von Édouard Spach ab, der 1836 eine Beschreibung von Rhodocistus berthelotianus (benannt nach Sabin Berthelot) einschließlich der Art leucophyllus veröffentlichte. Rhodocistus berthelotianus wurde später mit Cistus symphytifolius synonymisiert, und Günther Kunkel übertrug die Sorte als Unterart C. symphytifolius subsp. leucophyllus. Smiths Name Cistus ocreatus wird von einigen Quellen als Synonym von C. symphytifolius oder seiner Unterart leucophyllus angesehen; andere akzeptieren sie als eigenständige Spezies.
Robert Sweet verwendete in seiner 1825 erschienenen Monographie über die Zistrosengewächse "Cistineae" das Synonym Cistus candissimus Dunal bzw. den Trivialnamen Canary Island Rock-Rose.

## Verbreitung und Standorte
Die Tamadaba-Zistrose ist eine endemische Pflanze, die auf der Kanareninsel Gran Canaria heimisch ist. Sie wächst in Kiefernwäldern in Höhenlagen von 860–1.400 Metern in einem Klima, das als subhumid oder gemäßigt-warm bezeichnet wird.